# غاري باردن
غاري باردن (بالإنجليزية: Gary Barden)‏ هو عازف قيثارة ومغن مؤلف بريطاني، ولد في 27 أغسطس 1955.

## وصلات خارجية
- غاري باردن على موقع ميوزك برينز (الإنجليزية)
- غاري باردن على موقع ديسكوغز (الإنجليزية)